# Iulia Dubina
Iulia Dubina (gruz. იულია დუბინა; ur. 23 czerwca 1984 w Tbilisi) – gruzińska lekkoatletka, specjalizująca się w trójskoku.
Uczestniczka mistrzostw Europy juniorów w Tampere. W 2004 startowała na igrzyskach olimpijskich. W swojej konkurencji odpadła w eliminacjach, zajmując 31. miejsce. W 2005 roku brała udział w halowych mistrzostwach Europy. Uczestniczyła w mistrzostwach Europy w Göteborgu. Mistrzyni Gruzji z 2005 roku. Aktualna rekordzista kraju z wynikiem 14,03 uzyskanym 2 lipca 2004 roku w Baku. Dzięki temu wynikowi uzyskała kwalifikację na igrzyska olimpijskie.

## Wyniki
| Rok  | Zawody                      | Miejsce            | Wyniki szczegółowe | Wyniki szczegółowe | Wyniki szczegółowe | Wyniki szczegółowe | Wyniki szczegółowe | Wyniki szczegółowe | Wyniki szczegółowe | Wyniki szczegółowe | Wyniki szczegółowe | Rezultat | Pozycja | Uwagi | Źródło |
| Rok  | Zawody                      | Miejsce            | Kwalifikacje       | Kwalifikacje       | Kwalifikacje       | Finał              | Finał              | Finał              | Finał              | Finał              | Finał              | Rezultat | Pozycja | Uwagi | Źródło |
| Rok  | Zawody                      | Miejsce            | #1                 | #2                 | #3                 | #1                 | #2                 | #3                 | #4                 | #5                 | #6                 | Rezultat | Pozycja | Uwagi | Źródło |
| ---- | --------------------------- | ------------------ | ------------------ | ------------------ | ------------------ | ------------------ | ------------------ | ------------------ | ------------------ | ------------------ | ------------------ | -------- | ------- | ----- | ------ |
| 2003 | Mistrzostwa Europy juniorów | Tampere, Finlandia | 12,40              | 12,61              | 12,59              | NQ                 | NQ                 | NQ                 | NQ                 | NQ                 | NQ                 | 12,61    | 13.     |       | [ 1 ]  |
| 2004 | Igrzyska olimpijskie        | Ateny, Grecja      | 13,36              | 12,61              | 12,90              | NQ                 | NQ                 | NQ                 | NQ                 | NQ                 | NQ                 | 13,36    | 31.     |       | [ 2 ]  |
| 2005 | Halowe mistrzostwa Europy   | Madryt, Hiszpania  | 13,17              | X                  | 13,22              | NQ                 | NQ                 | NQ                 | NQ                 | NQ                 | NQ                 | 13,22    | 18.     |       | [ 3 ]  |
| 2006 | Mistrzostwa Europy          | Göteborg, Szwecja  | X                  | X                  | 12,77              | NQ                 | NQ                 | NQ                 | NQ                 | NQ                 | NQ                 | 12,77    | 18.     |       | [ 4 ]  |